# Cisti di Tarlov

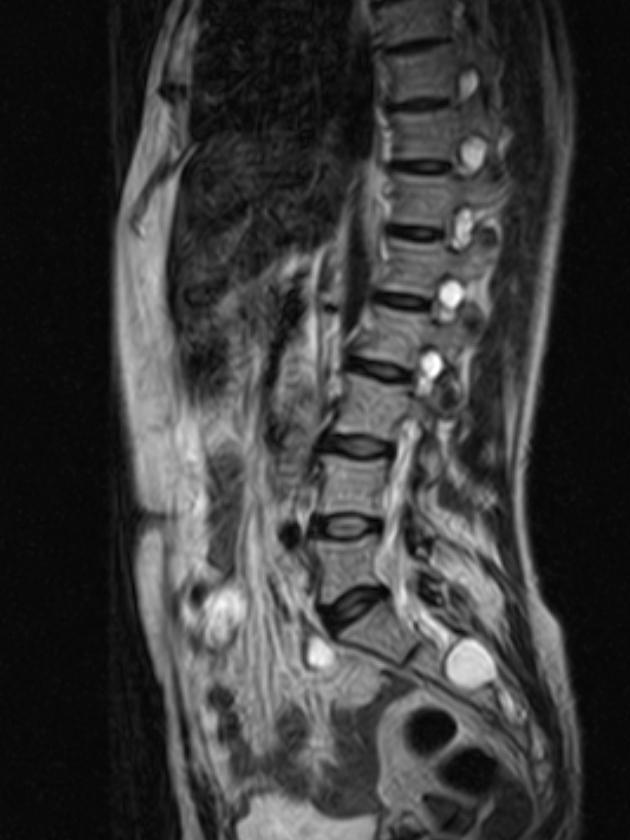
Cisti perineurali dorso-lombari e sacrali: immagine sagittale ottenuta mediante risonanza magnetica

Le cisti di Tarlov (o cisti perineuriali/perineurali, da perinevrio, o cisti periradicolari) sono lesioni delle radici dei nervi spinali ripiene di liquor spinale, rilevate più frequentemente a livello sacrale  durante gli esami di risonanza magnetica nucleare. Generalmente asintomatiche, in rari casi possono essere causa di una sindrome neurologica, detta sindrome di Tarlov, dal neurochirurgo americano Isadore Max Tarlov che per primo, nel 1938, identificò la natura di tali cisti.

## Epidemiologia
L'incidenza delle cisti di Tarlov nella popolazione adulta è stimata all'incirca del 5%, ma i casi sintomatici sono rari e costituiscono meno dell'1% del totale.
Vi è evidenza, nella letteratura più recente, di come la sindrome di Tarlov possa essere correlata non solo alle cisti di Tarlov propriamente dette, ma anche ad altre patologie meningee assimilabili, caratterizzate da cisti liquorali spinali, situate a diversi livelli.

## Segni e sintomi
La sindrome di Tarlov comporta, a seconda delle radici nervose coinvolte,  dolori lombo-sacrali, sciatalgia, parestesia/disestesia agli arti inferiori, difficoltà nella deambulazione, dolore perineale, disturbi della sfera sessuale, disturbi sfinterici (neuropatia del nervo pudendo), disturbi a livello della vescica (cistite interstiziale), ma anche cefalee da ipotensione intracranica (vedasi Savoiardo et al) con conseguenti vertigini, disturbi della vista, cervicalgie e brachialgie.

## Eziologia
Svariate le ipotesi – al momento non conclusive -  volte a spiegare l'eziogenesi delle cisti liquorali e l'aggressività, più o meno severa, dei dolori: fragilità meningea, alterazione del normale funzionamento osmotico delle meningi e della pressione liquorale, infezione da herpes simplex virus (specie genitale) … In molti casi documentati, a scatenare la sintomatologia delle cisti, in precedenza non diagnosticate, sono stati incidenti o cadute con ripercussioni sull'area coccigea.

## Trattamento
L'opzione chirurgica ha avuto risultati sovente deludenti dal punto di vista del miglioramento della qualità della vita dei pazienti (vedasi risultati di un survey internazionale).
Il trattamento con fibrina, laddove efficace, rappresenta una soluzione temporanea, i cui effetti sembrano esaurirsi nel giro di pochi mesi.
Attualmente la patologia viene trattata prevalentemente a livello antalgico con i consueti farmaci per il dolore neuropatico, (FANS, antidepressivi, antiepilettici, morfinoidi). In alcuni casi si ricorre all'impianto di una pompa ad infusione intratecale, che somministra antidolorifici e miorilassanti (per lo più morfina e baclofen).

## Risvolti psicologici
Il dolore cronico neuropatico (presente da più di sei mesi) porta a cambiamenti e adattamenti dello stile di vita dei pazienti. Tali cambiamenti di vita e la persistenza del dolore interagiscono con le capacità psicologiche di far fronte alle difficoltà (resilienza).